# Мак-Кензи (Алабама)
Мак-Ке́нзи (англ. McKenzie) — город в округах Батлер и Конику, штат Алабама. Население по переписи 2020 года — 507 человек.

## География
По данным Бюро переписи США, общая площадь города равняется 9,69 км².

## История
Мак-Кензи возник благодаря железной дороге Алабама—Флорида. Первоначально именовался Персиммон-Крик (англ. Persimmon Creek), в 1900 году переименован в честь Бетьюна Битона Маккензи, ветерана Гражданской войны. В 1905 году в городе функционировали лесопилка, хлопкоочистительный завод, несколько универсальных магазинов и аптека.

## Население
| Год переписи                    | Нас. |  | %±     |
| ------------------------------- | ---- |  | ------ |
| 1920                            | 293  |  | —      |
| 1930                            | 396  |  | 35,2%  |
| 1940                            | 504  |  | 27,3%  |
| 1950                            | 504  |  | —      |
| 1960                            | 558  |  | 10,7%  |
| 1970                            | 491  |  | −12%   |
| 1980                            | 605  |  | 23,2%  |
| 1990                            | 464  |  | −23,3% |
| 2000                            | 644  |  | 38,8%  |
| 2010                            | 530  |  | −17,7% |
| 2020                            | 507  |  | −4,3%  |
| 1920–2020 U.S. Decennial Census |      |  |        |

По переписи населения 2020 года в городе проживало 507 жителей. Плотность населения — 52,32 чел. на один квадратный километр. Расовый состав населения: белые — 68,64 %, чёрные или афроамериканцы — 26,23 %, испаноязычные или латиноамериканцы — 0,59 % и представители других рас — 4,54 %.

## Экономика
По данным на 2021 год, средний годичный доход домохозяйства составляет 25 781 долл., что на 52,2 % ниже среднего по штату. Доля населения, находящегося за чертой бедности, — 20,2 %.

## Интересные факты
Первый экземпляр норной саламандры, находящейся под угрозой исчезновения, обнаружен недалеко от Мак-Кензи.